# جنجلة (نبات)

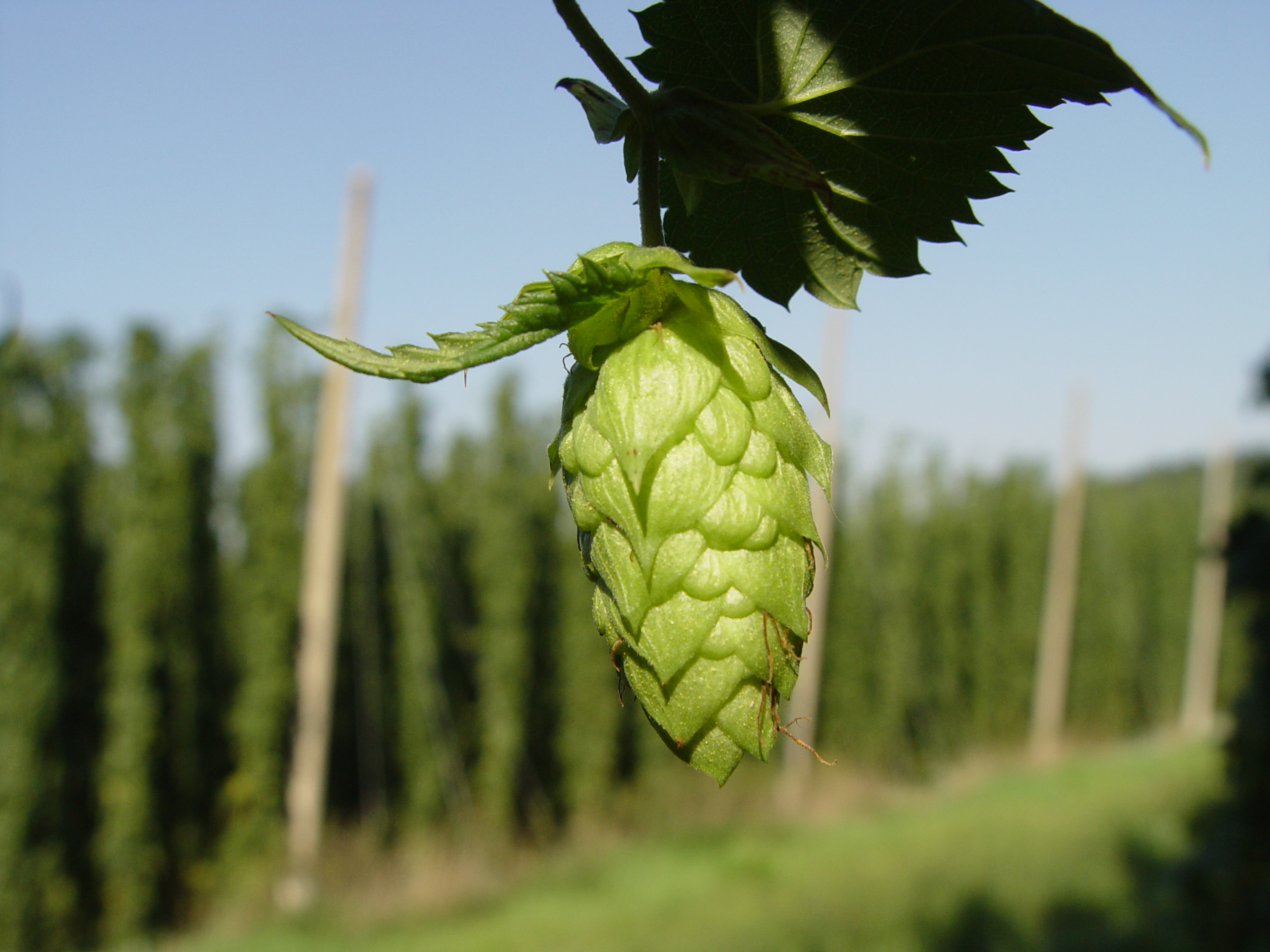
جنجلة في ساحة جنجل في ألمانيا.

مقطع عرضي للجنجلة.

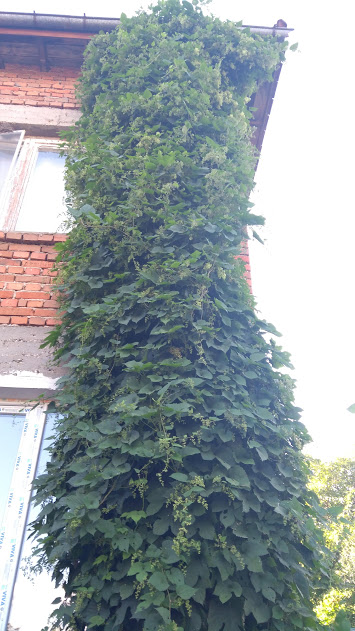
نبات الجنجل على منزل.

الجُنجُلات (بالإنجليزية: Hops)‏ هي زهور (وتسمى أيضاً مخاريط بذور) نبات الجنجل الشائع. يتم استخدامها بشكل أساسي كعامل مرير ومنكه ومثبت في الجعة، بالإضافة إلى المرارة، تعطي نكهة ورائحة الأزهار أو الفواكه أو الحمضيات للجعة. تستخدم أيضاً لأغراض مختلفة في المشروبات الأخرى والأدوية العشبية. تنقسم نباتات الجنجل إلى نباتات مؤنثة وأخرى مذكرة، وتستخدم النباتات المؤنثة فقط للإنتاج التجاري. نبات الجنجل هو نبات عشبي معمر قوي ومتسلق، وعادة ما يتم تدريبه على النمو على الخيوط في حقل يسمى «حقل الجنجل» أو «حديقة الجنجل» (التسمية في جنوب إنجلترا) أو ساحة الجنجل (في الريف الإنجليزي الغربي والولايات المتحدة) حيث تنمو للتجارة. يزرع المزارعون حول العالم أنواعاً مختلفة من الجنجل، مع أنواع مختلفة تستخدم لأنواع معينة من الجعة.
يعود أول استخدام موثق لها في الجعة إلى القرن التاسع، على الرغم من أن هايدغارد بنجين، بعد 300 عام، غالباً ما يتم الاستشهاد به على أنه أول مصدر موثوق.

## التاريخ
كانت أول زراعة لهه موثقة في عام 736، في منطقة قالب:Ill-WD2هالرتاو بألمانيا الحالية، على الرغم من أن أول ذكر لاستخدام القفزات في تخمير هذا البلد كان 1079. ومع ذلك، في وصية بيبن ذا شورت، والد شارلمان، تركت حدائق العشبة إلى دير سانت دينيس عام 768.

## الإنتاج العالمي
| البلد المنتج               | 2017 الإنتاج بالطن (ر) |
| -------------------------- | ---------------------- |
| الولايات المتحدة الأمريكية | 44324                  |
| ألمانيا                    | 39000                  |
| جمهورية التشيك             | 6100                   |
| الصين                      | 4500                   |
| بولندا                     | 2826                   |
| سلوفينيا                   | 2600                   |
| المملكة المتحدة / إنجلترا  | 1400                   |
| أستراليا                   | 1200                   |
| إسبانيا                    | 950                    |
| نيوزيلاندا                 | 760                    |
| الأرجنتين                  | 200                    |